# Robin Aircraft
Pour les articles homonymes, voir Robin.
Robin Aircraft est un constructeur français d'avions monomoteurs légers en bois basé à Darois (Côte-d'Or) qui succède à Centre-Est Aéronautique, Avions Pierre Robin et Apex Aircraft. Ses avions sont fabriqués à la main et dans le respect d'un savoir-faire vieux de 60 ans[non neutre] dans les ateliers bourguignons de Robin Aircraft. Seuls le moteur (Allemagne), la verrière (Suisse), l'avionique et les pneus sont confiés aux soins de fournisseurs extérieurs.

## Histoire

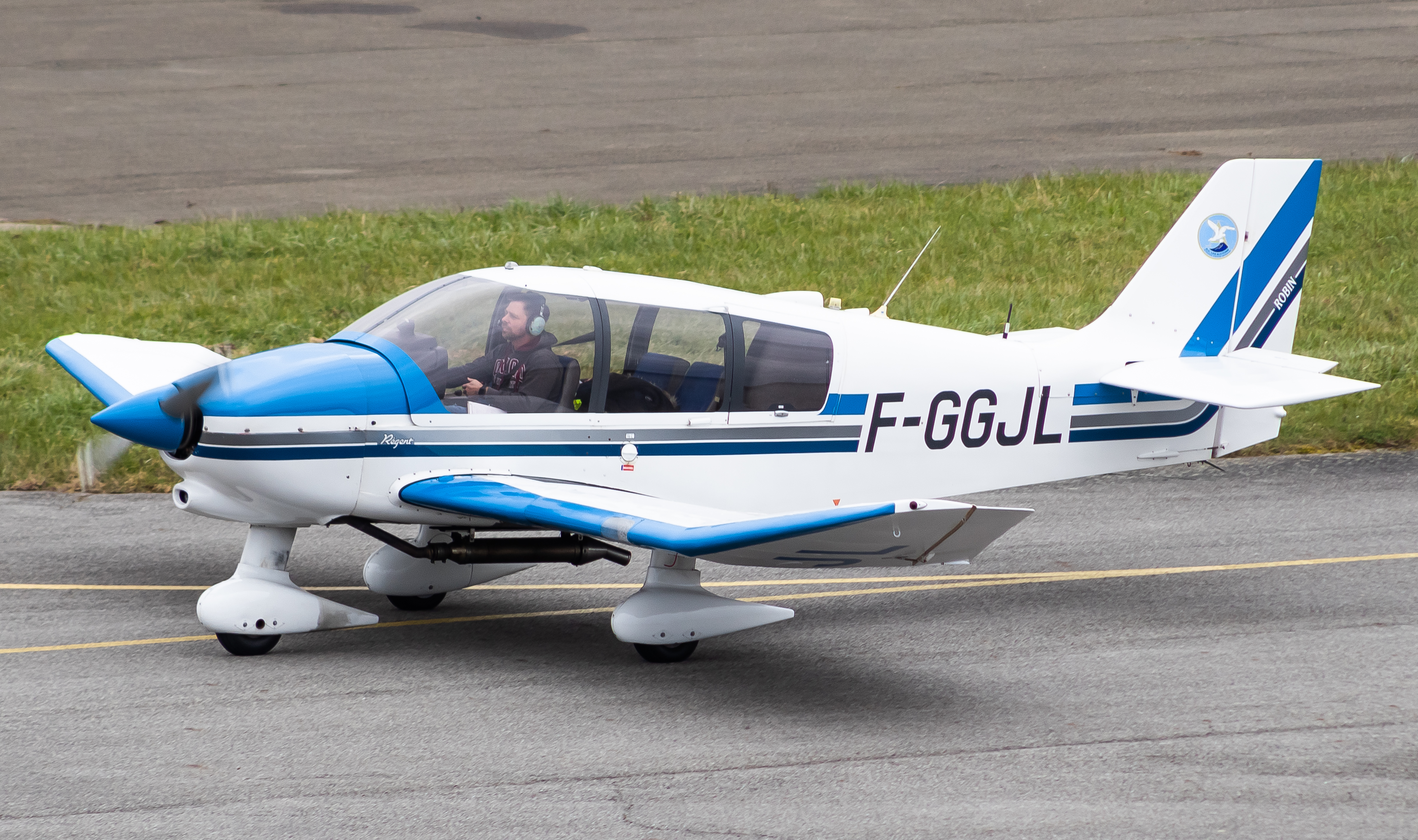
Robin DR400 - Aérodrome de Toussus le Noble

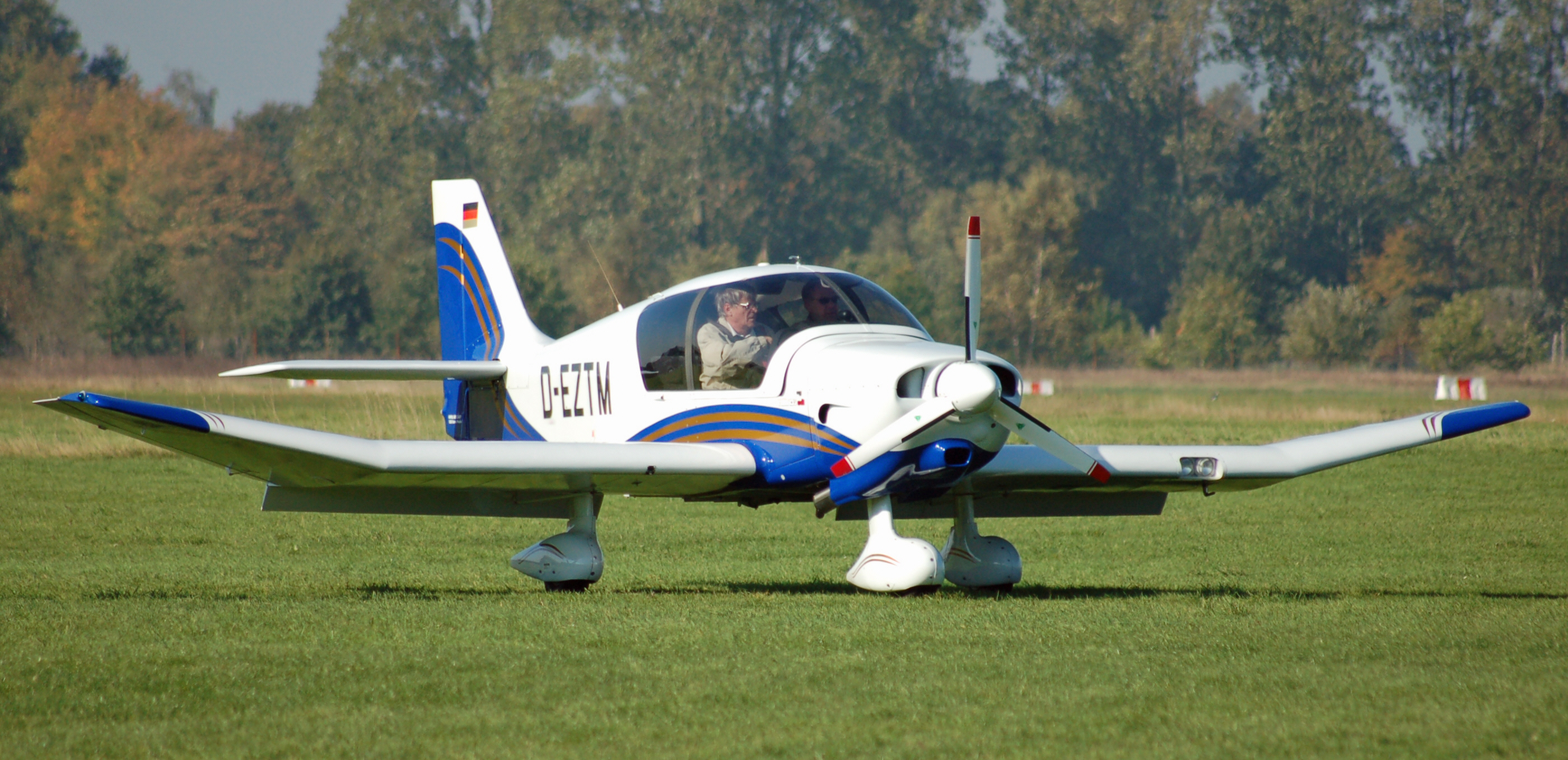
Robin DR-400 EcoFlyer 135CDI.

Centre-Est Aéronautique a été créé en octobre 1957 à Darois, près de Dijon (Côte-d'Or), par Pierre Robin et Jean Délémontez, l'ingénieur principal du Jodel (« Jo » pour Édouard Joly et « Del » pour Jean Délémontez).
La société a changé de nom en novembre 1970 pour s'appeler « Avions Pierre Robin ».
Robin est le constructeur le plus représenté dans les aéro-clubs en France. Le DR-400 (« D » et « R » du nom des créateurs, Délémontez et Robin - type OACI : DR40) a volé pour la première fois en 1972 et est toujours en production à ce jour.
La société ne produisait, avec les séries DR, que des avions en bois et toile. Elle fabriquera aussi des avions en métal avec le designer Chris Heintz. Ainsi les séries HR100 et HR200 verront le jour. Puis R1000, R2000 et R3000. Les certificats de type du HR200 et R2000 seront vendus à Alpha Aviation de Nouvelle-Zélande en 2004.
Avions Pierre Robin a été vendu à Apex Aircraft en 1988. Apex Aircraft a fait faillite vingt ans plus tard en 2008.
CEAPR (Centre-Est Aéronautique Pierre Robin) a repris l'activité « pièces détachées » en 2009.
Robin Aircraft, créé par Daniel Triques, a repris l'activité « construction d'avions » en mai 2011. Les certificats de type sont détenus par CEAPR. Le premier avion à avoir été livré est un DR-400 120 livré a l’aerodrome Doncourt lès Conflans le 16 mars 2012.
Depuis 2014, la société commercialise le DR-401, héritier du DR-400.
L'effectif de Robin Aircraft et CEAPR a évolué, passant d'une trentaine en 2018 à 75 (41 chez Robin Aircraft et 34 chez CEAPR) début 2023.

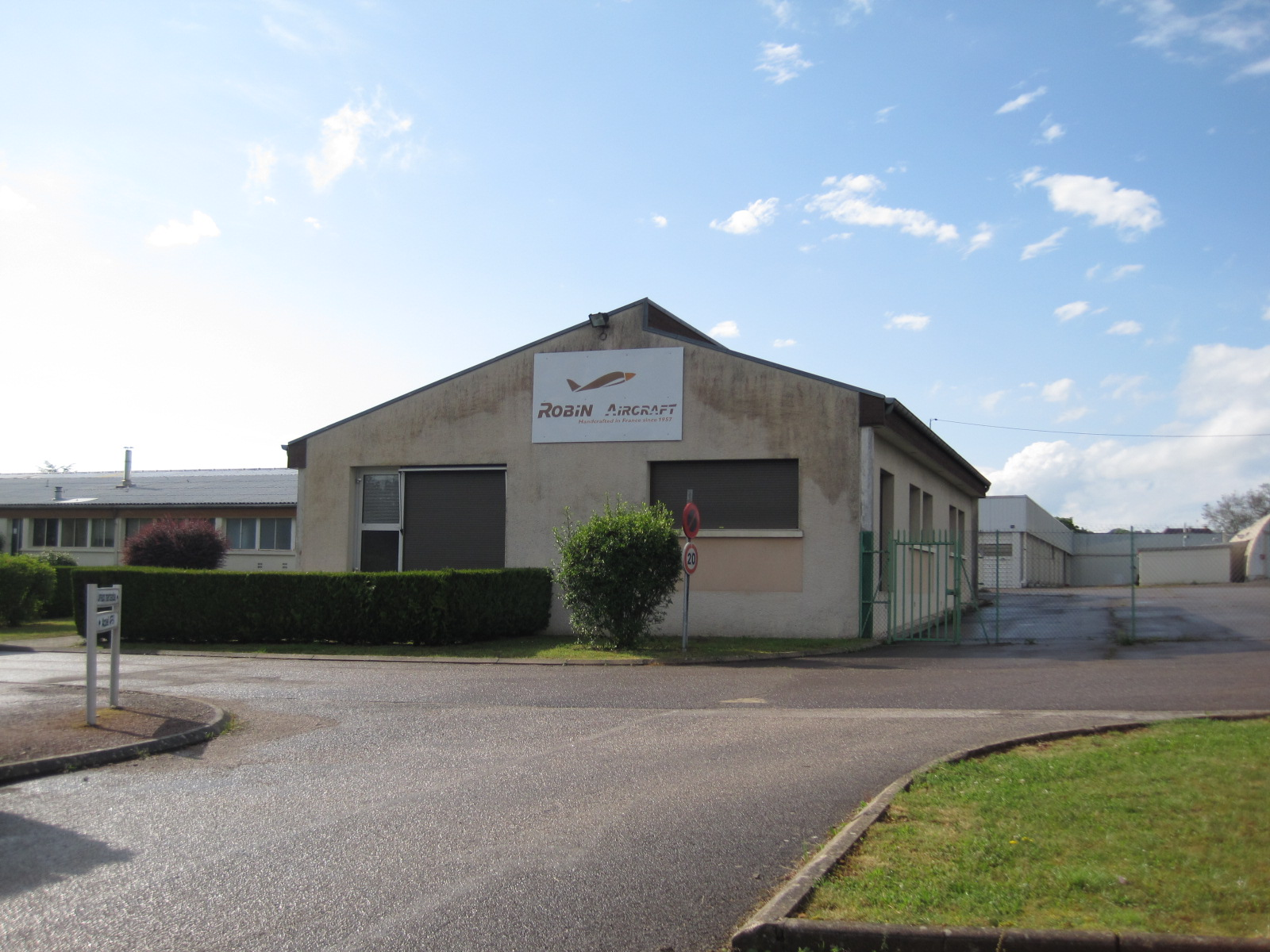
Bâtiment de la société.
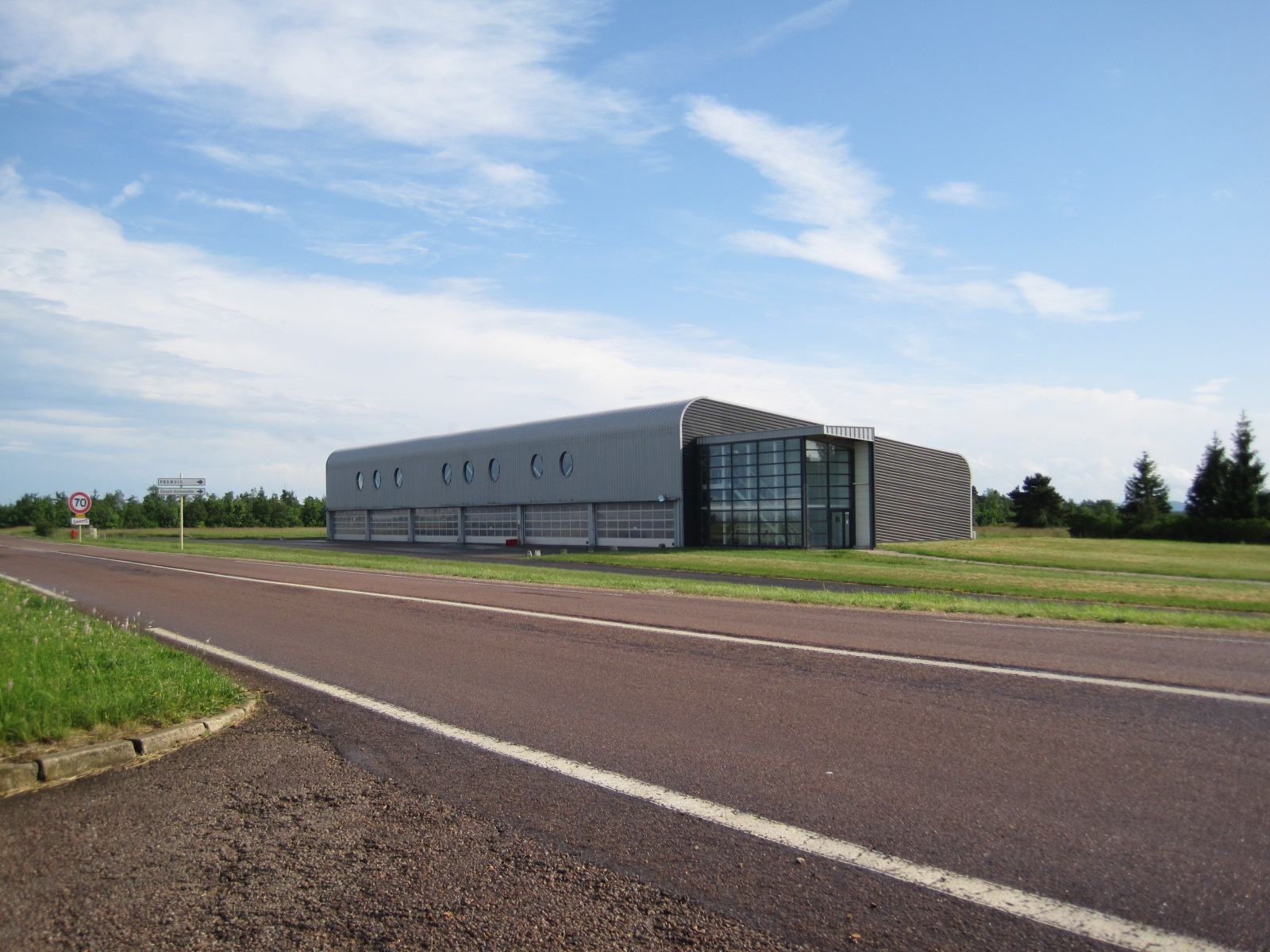
Bâtiment de la société.

En juillet 2021, l'entreprise se voit récompensée de son savoir-faire en exposant un de ses avions (arrivé en kit, il est remonté en 24h) dans les jardins élyséens à Paris. Cette exposition s'inscrit dans le cadre promotionnel d'une campagne gouvernementale des produits fabriqués sur le territoire métropolitain.
Après avoir dû rappeler une vingtaine d’appareils fin 2022 pour des problèmes de qualité, la baisse des carnets de commandes oblige Robin Aircraft à réduire ses effectifs au début de l'année 2023. Pour faire face à ces difficultés qu'elle estime passagères, l'entreprise se place sous la protection du tribunal de commerce de Dijon en mars 2023, avant d'être placée en redressement judiciaire le 19 septembre 2023 puis en liquidation judiciaire le 21 novembre 2023.
CEAPR, déjà propriétaire des certificats de type et de la marque déposée « Robin Aircraft », a réembauché la moitié du personnel de Robin Aircraft et a repris la production des avions Robin et CAP en décembre 2023.
La consigne de navigabilité urgente (CNU) 2022-0267-E remettant en cause la fiabilité des longerons est émise en décembre 2022 puis remplacée par la consigne de navigabilité (CN) 2023-0048-CN émise en mars 2023. À l'origine des difficultés de Robin Aircraft, celle-ci est finalement annulée par l'AESA le 12 juin 2024. Les longerons concernés ont été inspectés et déclarés conformes.

## Production
Dans l'usine de Dijon-Darois, plusieurs ateliers fonctionnent de concert pour faire de chaque avion un avion unique : métallerie (jambes de trains, bâtis-moteurs, réservoirs, tableaux de bord, etc.), peinture, menuiserie (aile, fuselage, ailerons, empennage horizontal), montage, électrique et électronique.
Le DR-401 a été présenté au salon AERO Friedrichshafen le 9 avril 2014. Il est le descendant du DR-400 et offre de nombreuses améliorations une cabine plus large (de 12 cm aux épaules), des volets électriques qui permettent de libérer de la place entre le pilote et le passager avant, coffre à bagages, sellerie sport en cuir, compensateur électrique, etc. ; 95 % des pièces des nouveaux DR-401 sont différentes de celles du DR-400.

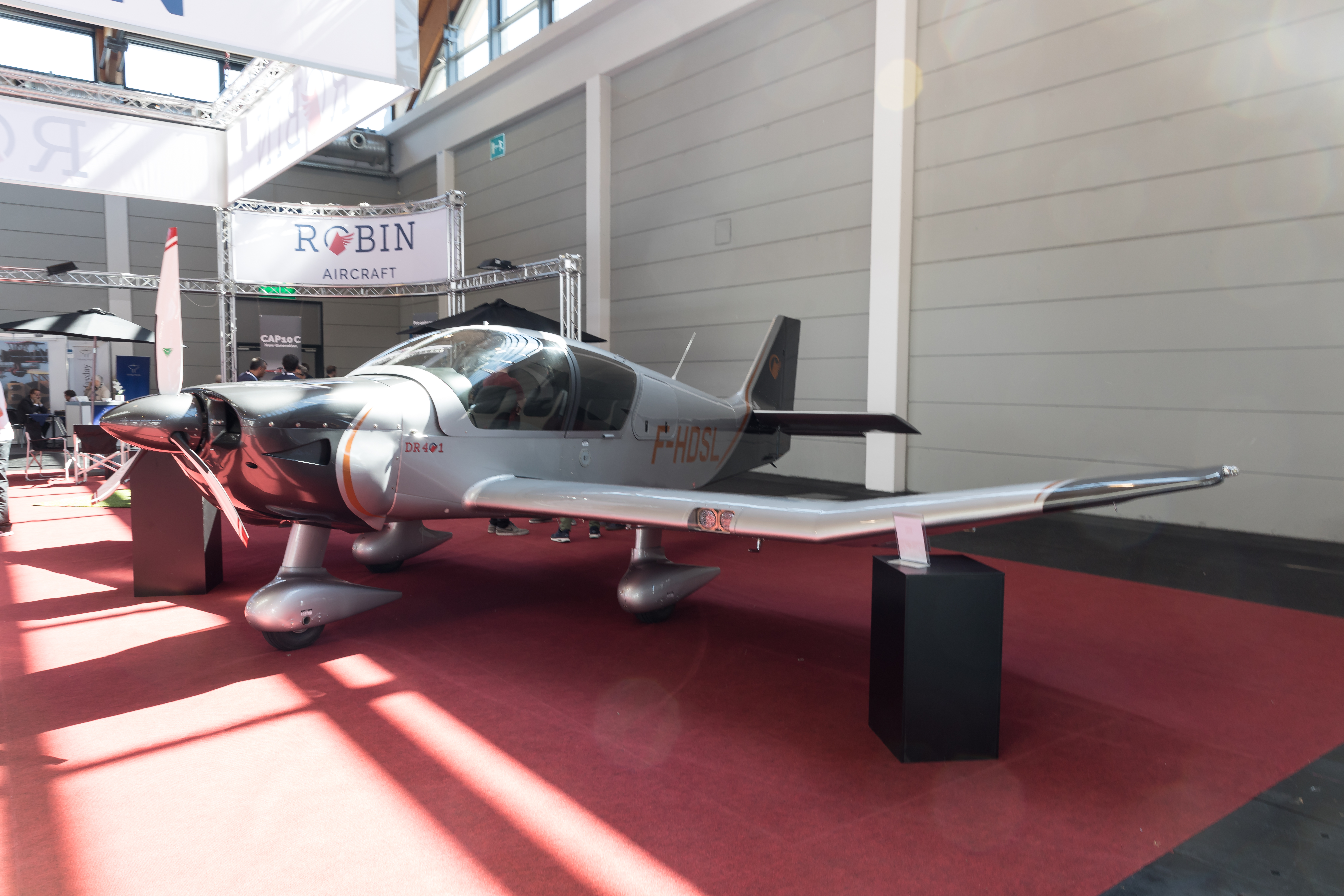
DR-401 au salon AERO Friedrichshafen de 2018.

Six modèles sont au catalogue. Tous les modèles sont motorisés par Lycoming (avgas) ou Thielert Centurion (Jet A).
Les modèles et leurs différentes motorisations sont:
- les 120A et 160A École (DR-401/120A, DR-401/160A) ;
- le 160A Long Range (DR-401/160A) ;
- le 180A Long Range (DR-401/180A, DR-401/180ACS) ;
- le 200Ai Long Range (DR-401/200i) ;
- les Remorqueurs (DR-401/180RA, DR-401/180RACS, DR-401/200Ri, DR-401/155RCDI) ;
- les 135CDI et 155CDI (DR-401/135CDI, DR-401/155CDI).

Le CAP 10C NG, évolution du Mudry Cap 10, est également commercialisé. Les certificats de type du CAP 10 sont transférés à CEAPR en octobre 2015. Le premier exemplaire est livré en septembre 2021.

## Production historique
Liste des séries d'avions Robin depuis 1957 :
- DR-100
- DR-200 (DR-221)
- DR-300
- DR-400
- DR-500
- HR-100
- HR-200
- R 1000
- R 2000
- R 3000
- ATL
- X4
- CAP 10C NG